# Хеви
Хеви (груз. ხევი, что значит «ущелье») — историческая горная область Грузии и горное ущелье вдоль верхнего течения Терека на северном склоне Большого Кавказского хребта, соответствующее Казбегскому муниципалитету современного края Мцхета-Мтианети. Северной точкой ущелья являются Дарьял и Казбек, у подножья которого сохранилась старинная Гергетская церковь. По Хеви проходит Военно-Грузинская дорога.
В средневековых грузинских источниках эта земля называлась Цанарети. Населяли её грузины-мохевцы — ветвь грузинского народа — и осетины Трусовского ущелья, Коби и Гудского ущелья, а правил ими «старейшина ущелья» — хевисбери. В 1743 году на управление горцами были направлены эриставы Арагви, однако их власть долгое время оставалась номинальной. В 1804 году в Хеви и сопредельной ей Мтиулети горцы подняли восстание против русских властей, которое было подавлено.